# Schizostachyum jaculans
Schizostachyum jaculans är en gräsart som beskrevs av Richard Eric Holttum. Schizostachyum jaculans ingår i släktet Schizostachyum och familjen gräs. Inga underarter finns listade i Catalogue of Life.